# Mistrzostwa Świata w Narciarstwie Klasycznym 1929
Mistrzostwa Świata w Narciarstwie Klasycznym 1929 – 6. edycja mistrzostw świata w narciarstwie klasycznym (licząc wspólnie z zimowymi igrzyskami olimpijskimi), zorganizowana przez Międzynarodową Federację Narciarską (FIS) w dniach 5–10 lutego 1929 w Zakopanem. Były to pierwsze z trzech mistrzostw świata w narciarstwie klasycznym, zorganizowanych w stolicy polskich Tatr (później jeszcze w 1939 i 1962).
Przeprowadzono 4 oficjalne konkurencje (wszystkie indywidualne) w 3 dyscyplinach narciarstwa klasycznego.

## Biegi narciarskie
| Konkurencja | Data          | Złoto            | Srebro           | Brąz              |
| ----------- | ------------- | ---------------- | ---------------- | ----------------- |
| 17 km       | 7 lutego 1929 | Veli Saarinen    | Anselm Knuuttila | Hjalmar Bergström |
| 50 km       | 9 lutego 1929 | Anselm Knuuttila | Veli Saarinen    | Olle Hansson      |

## Kombinacja norweska
| Konkurencja         | Data          | Złoto            | Srebro     | Brąz          |
| ------------------- | ------------- | ---------------- | ---------- | ------------- |
| Zawody indywidualne | 5 lutego 1929 | Hans Vinjarengen | Ole Stenen | Esko Järvinen |

Miejsce tuż za podium zajął reprezentant Polski, Bronisław Czech.

## Skoki narciarskie
| Konkurencja                   | Data          | Złoto        | Srebro             | Brąz         |
| ----------------------------- | ------------- | ------------ | ------------------ | ------------ |
| Duża skocznia – indywidualnie | 5 lutego 1929 | Sigmund Ruud | Kristian Johansson | Hans Kleppen |

## Klasyfikacja medalowa
| Msc. | Państwo   | Złoto | Srebro | Brąz | Razem |
| ---- | --------- | ----- | ------ | ---- | ----- |
| 1.   | Norwegia  | 2     | 2      | 1    | 5     |
| 1.   | Finlandia | 2     | 2      | 1    | 5     |
| 3.   | Szwecja   | 0     | 0      | 2    | 2     |